# Таран літаком маєтку Кодама Йосіо
Таран літаком маєтку Кодама Йосіо — авіаційна катастрофа, що сталася у вівторок вранці, 23 березня 1976 року внаслідок замаху на вбивство Кодама Йосіо, одного з найвпливовіших кримінальних і політичних діячів Японії свого часу. Пілот-самогубець Маено Міцуясу здійснив таран маєтку своєї жертви легкомоторним літаком Piper PA-28-140 Cherokee Cruiser. Внаслідок зіткнення пілот загинув, a також було поранено двох людей з обслуги будинку. Сам Кодама Йосіо в цей час перебував в іншому крилі будинку і не постраждав.

## Пілот

Маено Міцуясу в в день свого самогубства

Маено Міцуясу (яп. 前野 光保, 21 червня 1946 — 23 березня 1976) — японський кіноактор, що знімався в фільмах жанру «рожевий фільм» під псевдонімом Маено Соітіро (яп. 前野 霜一郎). Найближчим аналогом цього жанру в західній кіноіндустріі вважається легке порно. Найпомітнішою його роботою в кіно стала роль у фільмі «Tokyo Emanuelle: Private Lessons» (яп. 東京エマニエル夫人　個人教授), де є сцена, в якій Маєно кохається з відомою актрисою Таґуті Кумі на борту легкомоторного літака під час польоту.
Окрім акторської роботи, Маено Міцуясу був причетний до ультранаціоналістичних організацій Японії. В юності він потрапив під вплив правої ультранаціоналістичної філософії письменника Місіма Юкіо (яп. 三島由紀夫), яка декларувала наміри повалити конституційний лад Японії, оснований на так званій «Конституції миру» 1947 року, і повернути Японію до етики самураїв військового часу. 1971 року Маено був присутній у токійському готелі «Окура» на презентації пісні, автором якої був Кодама Йосіо і яку потім охрестили новим гімном японських націоналістів. Текст пісні закликав до державного перевороту та повернення до часів слави імператорської Японії. Відомо, що Маено Міцуясу був особисто знайомий з Кодама Йосіо і навіть захоплювався ним як активним діячем праворадикального руху, проте його ставлення до Кодами різко змінилось після того, як стало відомо про причетність останнього до локгідських оборудок. Наприкінці 1973 року Маено отримав ліцензію пілота, він був також дійсним членом аероклубу Тайо. Як зазначено в поліційних звітах, його друзі стверджували, що нібито незадовго до свого самогубства Маено розповідав про наміри розбити свій літак об будинок Кодами і називав останнього «ганебною людиною».
Особисте життя Маено Міцуясу було непростим і сповненим драматичних подій. Він двічі був одружений, однак обидва його шлюби були невдалими і завершилися розлученнями. За деякимим джерелами, від другого шлюбу в Маено народилася дочка. За місяць до своєї загибелі він вже вчиняв спробу самогубства, наковтавшись снодійних пігулок. Його знайшли лежачим на снігу в курортному містечку Юдзава, але вчасно доправили до лікарні і лікарі повернули його до життя.

## Жертва замаху

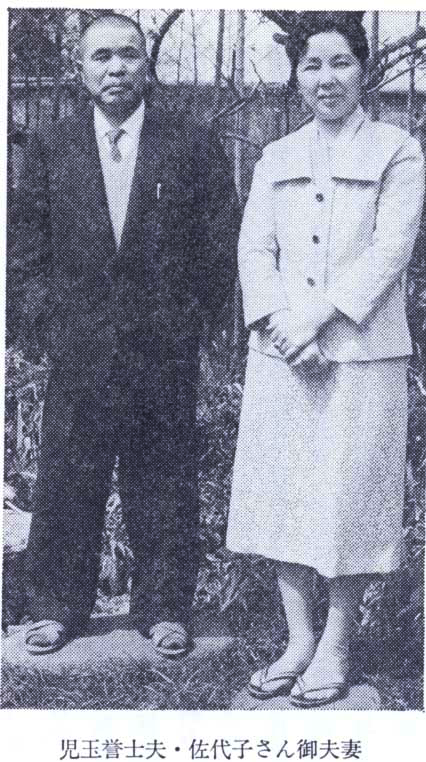
Кодама Йосіо зі своєю другою дружиною

Кодама Йосіо (яп. 児玉誉士夫, 18 лютого 1911 — 17 січня 1984) — впливовий кримінальний і політичний діяч Японії 1930—1970 років. Вважається найвідомішим «куромаку» (яп. 黒幕) XX століття. За часи своєї діяльності налагодив міцні особисті зв'язки з багатьма тогочасними політиками і лідерами якудза. Був завербований і працював на американську розвідку. За політичними поглядами належав до правих ультранаціоналістів.
Ще з юнацьких років Кодама Йосіо долучився до ультранаціоналістичного руху. Спочатку вступив до таємного товариства «Генйоша», потім приєднався до «Суспільства національного фонду», згодом став членом радикальної патріотичної партії Тацуо Цукуя. Вже 1933 року він створив власну ультранаціоналістичну групу під назвою «Незалежне молодіжне товариство» (яп. 独立青年社), ця група була відповідальною за вбивство щонайменше трьох японських політиків, які виступали за мирне співіснування Японської імперії, Кореї та Китаю. 1934 року Йосіо Кодама брав участь у плануванні невдалого замаху на прем'єр-міністра Японської імперії Сайто Макото. За часів японо-китайської війни Кодама познайомився з віцеадміралом, а згодом засновником підрозділів камікадзе Онісі Такідзіро, з яким згодом побудував добрі дружні стосунки. Завдячуючи цій дружбі, Кодама зміг отримати ексклюзивний контракт із закупівель у Китаї для авіаційних сил імперського японського флоту, що дозволило йому до кінця війни перетворитись на одного з найбагатших людей Азії зі статками, еквівалентними 175 мільйонам доларів США. Ближче до кінця війни Кодама Йосіо отримав звання контрадмірала Імператорського флоту Японії. У березні 1946 року Кодама Йосіо був заарештований Сполученими Штатами як підозрюваний військовий злочинець класу А. Його утримували у в'язниці Суґамо, де він познайомився і завів дружні стосунки з іншим підозрюваним у військових злочинцях класу А, майбутнім прем'єр-міністром Японії, Кісі Нобусуке. Згодом Кодама був завербований американською розвідкою, після чого його випустили на волю. Після звільнення Кодама брав активну участь у бізнесовому, кримінальному і політичному житті Японії, використовуючи для цього свої зв'язки з політиками, босами якудза і таємну підтримку ЦРУ. Він був опосередковано причетний до створення і фінансування Ліберально-демократичної партії Японії, яка фактично одноосібно й беззмінно керувала Японією з 1955 до 1993 року, і заклала основи японської політичної, економічної, фінансової та освітньої систем.
Кодама Йосіо був двічі одружений. Короткий шлюб 1935 року закінчився розлученням, а вже 1940 року Кодама одружився знову — другою дружиною стала Сайоко, з якою мав двох дітей: сина і дочку. Сайоко загинула в автокатастрофі навесні 1958 року.

## Причини замаху
Мотиви, що спонукали Маено Міцуясу на відчайдушний крок, остаточно не з'ясовані. Основною версією вважають помсту Міцуясу, як фанатичного націоналіста, Кодамі за зраду інтересів Японії через участь останнього в оборудках з Lockheed Corporation, викриття яких спричинило політичну кризу в багатьох країнах і ледь не призвело до банкрутства самої Lockheed Corporation. Ультранаціоналістична спільнота, до якої належав Маено, пропагувала кодекс честі самурая. Слід звернути увагу також на спосіб, у який було вчинено самогубство. Маено виконав певні ритуальні дії, починаючи від одягу камікадзе і закінчуючи його останніми словами в радіоефірі перед смертю. Додатковим чинником, що міг довести до самогубства, був нестабільний стан психіки самого Маено Міцуясу. Чоловіка переслідували сімейні негаразди, він встиг двічі одружитись і розлучитись за дуже короткий час, крім того, він вже робив невдалу спробу самогубства в минулому. Окрім того, за показами його подруги і колеги по роботі, Маено скаржився їй, що йому не подобається, коли його називають порноактором, і він бажає більш значущих досягнень у своєму житті.

## Перебіг подій
За кілька днів до інциденту Маено Міцуясу домовився з двома своїми колегами зі студії Nikkatsu зробити серію фотографій з літаком на землі і в повітрі нібито для створення промоматеріалів для майбутнього фільму про пілотів Камікадзе часів другої світової війни. 23 березня зранку троє чоловіків прибули на аеродром Тьофу, щоб взяти літаки в оренду в місцевому аероклубі Тайо. Сам Маено Міцуясу був у спеціальній штурмовій формі колишньої японської армії, запозиченій в костюмерній студії Nikkatsu, з білим шарфом на шиї і з прапорами Японії на правому рукаві та на пов'язці воїна. Вони орендували два літаки Piper PA-28-140 Cherokee Cruiser, бортовий номер JA3551, на якому вилетів сам Маено, та Cessna 172M, бортовий номер JA3732, яким скористались інші учасники знімання (пілот і фотограф). Зробивши кілька фото на землі, пілоти підняли літаки в повітря, щоб продовжили фотознімання вже в польоті. Спільний політ проходив неподалік від Токіо і тривав близько години. Після завершення знімання Cessna 172M з фотографом повернулася на аеродром, а Маено сказав своїм друзям по радіо, що у нього є справи в районі Сетаґая і полетів в напрямку маєтку Кодама Йосіо, розташованого за адресою 6-29-20 Тодорокі, Сетагая-ку, Токіо (яп. 東京都世田谷区等々力6丁目29番20).
Пілотований Маено літак зробив два кола над резиденцією Кодама, після чого в ефірі прозвучала фраза: «Многая літа імператору! Банзай!» (яп. 天皇陛下万歳) — і літак протаранив будівлю на рівні балкону другого поверху з південного боку. Після зіткнення в будинку розпочалася пожежа. Пілот загинув одразу, ще двоє людей з обслуги будинку зазнали травм. Кодама ж у цей час перебував в іншому крилі будинку на другому поверсі. Він нещодавно переніс інсульт і ще не оговтався від його наслідків, тому не міг пересуватися сам і був евакуйований своїм секретарем.

## Наслідки
Замах на вбивство був невдалим. Кодама не постраждав. Інцидент вчергове привернув увагу до скандалу з Lockheed, загостривши критику уряду в Японії. Відбулася також низка націоналістичних демонстрацій під будинком Кодами з вимогами, щоб Кодама свідчив перед парламентом і щоб його судили. Деякі ультраправі діячі закликали Кодаму вчинити ритуальне самогубство через те, що він взяв гроші і таким чином зрадив свої націоналістичні принципи. Дослідник історії локгідського скандалу Девід Боултон писав у своїй книзі, що напад маловідомого порноактора на одну з найвпливовіших політичних фігур Японії лише підкреслює непристойність усієї цієї історії.

## У культурі
- Перші роки після інциденту відбувся значний сплеск популярності як жанру «рожевий фільм» загалом, так і фільмів, в яких був задіяний особисто Маено Міцуясу, деякі з них навіть вийшли на ринки Європи і Північної Америки[18].
- Через три десятиліття після смерті фільм «Tokyo Emanuelle» та Маено Міцуясу згадуються в новелі чилійського письменника Антоніо Скармета «Танцівниця і злодій» (ім'я Маено в книзі вказано з помилкою як «Майну», вказано також його справжне прізвище «Міцуясу», хоча в оригінальних титрах фільму був псевдонім «Маено Соітіро»)[19].